# HIStory - Obsessed
HIStory - Obsessed (HIStory - 著魔) è una miniserie di 4 episodi, appartenente alla serie televisiva antologica taiwanese HIStory, pubblicata sul servizio streaming CHOCO TV (e in latecast su Line TV) dal 28 febbraio al 3 marzo 2017 .

## Trama
Shao Yi-chen muore investito da una macchina in seguito a una litigata con il suo ex fidanzato Jiang Jin-teng per poi venire slittato indietro nel tempo di 9 anni (a prima che lo conoscesse). Per salvare il suo sé stesso del futuro tenta di evitare Jin-teng e i suoi sentimenti per lui arrivando anche a distruggere il suo diario dove erano contenuti i propri desideri di lunga data nei suoi confronti. Jin-teng scopre casualmente alcune delle pagine rimaste integre e sviluppa una crescente curiosità per Yi-chen che non sa spiegarsi. A lungo andare anche lo stesso Yi-chen si rende conto che non può resistere a Jin-teng per quanto cerchi di evitare ogni contatto con lui.

## Personaggi e interpreti
- Jiang Jin-Teng, interpretato da He Bernard
Studente di legge di famiglia ricca che era stato l'amante di Shao Yi-chen nella sua vita precedente. Dopo aver scoperto alcune pagine del suo diario distrutto si incuriosisce e finge un'amnesia per avvicinarsi a lui.
- Shao Yi-Chen, interpretato da Ren Teddy
Ragazzo rinato e rimandato indietro nel tempo di 9 anni. È determinato a iniziare una nuova vita ma, nonostante questo proposito, trova difficile evitare Jin-teng che ancora ama.
- Chong Jun, interpretato da Lee Charles
Amico d'infanzia di Jin-teng che ha una cotta per lui.
- Cai Yi-Jun, interpretata da Chen Yee
Amica d'infanzia di Jin-teng.
- Li Mo-bai, interpretato da Johnson Chiang
Il migliore amico di Yi-chen che diventerà l'amante di Zhong-jun.
- Zhe Gang, interpretato da Jerry Wu
Amico di Jin-teng.
- Madre di Yi-chen, interpretata Wang Ying-ying

## Episodi
| Episodi | Pubblicazione    |
| ------- | ---------------- |
| 1       | 28 febbraio 2017 |
| 2       | 1 marzo 2017     |
| 3       | 2 marzo 2017     |
| 4       | 3 marzo 2017     |